# Anonaepestis
Anonaepestis is een geslacht van vlinders van de familie snuitmotten (Pyralidae), uit de onderfamilie Phycitinae.

## Soorten
- A. bengalella Ragonot, 1894
- A. tamsi Bradley, 1965